# Teckenvärde
Inom sociologi och ekonomi betecknar och beskriver termen teckenvärde det värde som ett föremål tillmäts på grund av den prestige (sociala status) som det ger innehavaren, snarare än det materiella värdet och den nytta som följer av föremålets funktion och primära användning. Exempelvis kan köparen av en Rolls-Royce-limousin delvis värdera bilen som transportmedel, men också värdera den som ett tecken som visar dennes rikedom för en viss grupp och för samhället i allmänhet. Bilens transportfunktion är primär och ger upphov till dess bruksvärde, medan den sociala prestigefunktionen är sekundär och ger upphov till dess teckenvärde.
Den franske sociologen Jean Baudrillard föreslog teorin om teckenvärde som en filosofisk och ekonomisk motsvarighet till dikotomin mellan bytesvärde och bruksvärde, som Karl Marx betraktade som ett kännetecken för kapitalismen som ekonomiskt system.